# Bermudas en los Juegos Olímpicos de Tokio 2020
Las Bermudas estuvieron representadas en los Juegos Olímpicos de Tokio 2020 por dos deportistas, un hombre y una mujer, que compitieron en dos deportes.
El portador de la bandera en la ceremonia de apertura fue el remero Dara Alizadeh.

## Medallistas
El equipo olímpico bermudeño obtuvo las siguientes medallas:
| Nombre      | Deporte  | Competición  |
| ----------- | -------- | ------------ |
| Oro         |          |              |
| Flora Duffy | Triatlón | Individual F |
| Plata       |          |              |
| —           |          |              |
| Bronce      |          |              |
| —           |          |              |